# Камас, Ежи
Ежи Камас (пол. Jerzy Kamas; 8 июля 1938, Лодзь — 23 августа 2015, Варшава) — польский актёр театра и кино. Мастер дубляжа.

## Биография
В 1961 году окончил Киношколу в Лодзи. Дебютировал на сцене 1 февраля 1957 года в Лодзи. С 1960 до 1964 года играл во Всеобщем театре (Лодзь). В 1964—1967 годах — актёр Театра им. Словацкого в Кракове. В 1968—1971 годах — в Национальном театре в Варшаве, в 1971—2015 годах — в столичном Театре Атенеум, где проработал 44 года, вплоть до своей смерти (2015).
Играл в спектаклях по произведениям Софокла, Шекспира, Ю.Словацкого, З. Красинского, Ф. Достоевского, С. Выспяньского, Б. Брехта, И. Бабеля и др.
Снялся в около 70 кино-, телефильмах и сериалах.

## Избранная фильмография
- 1959 — Кафе «Минога»
- 1960 — Крестоносцы — рыцарь из Щитно
- 1973 — Большая любовь Бальзака — царь Николай I
- 1975 — Ночи и дни — Даниэль Остшеньский
- 1977—1978 — Кукла (телесериал) — Станислав Вокульский
- 1992 — Перстенёк с орлом в короне — полковник Правдич
- 1992 — Экстрадиция (телесериал) — Зибертович, профессор философии, отец Камилы (1 серия)
- 1995 — Дама с камелиями — Жорж Дюваль, отец Армана
- 1995 — В добре и в зле — пианист Кшиштоф Лейман
- 2010 — Розочка — президент ПЕН-клуба

Умер от рака. Похоронен на кладбище Старые Повонзки.

## Награды
- Золотой Крест Заслуги (Польша) (1978)
- Медаль «40-летие Народной Польши» (1985)
- Кавалер Ордена Возрождения Польши (1988)
- Офицер Ордена Возрождения Польши (2003)
- Золотая Медаль «За заслуги в культуре Gloria Artis» (2011)